# 上海市省吾中学
上海市省吾中学是中華人民共和國上海市長寧區一所学校，同时也是爱国主义教育基地。作为中共革命据点学校创建于1945年，创建人为中共地下组织圣约翰大学学生党总支，内有学校少年宫提供象棋场地。校名由钱其琛题写。2008年9月1日秋季学校从旧址武定西路1251弄20号迁址到现址于长宁支路315弄2号，同时恢复公办建制，挂牌為长宁区教育学院附属中学。
历史上，学校在武定西路旧址占地十二亩，建筑面积近七千平方米，附有校史陈列室，1956年转为公办制，后于1996年转制为民办高中同时改名为民办上海市21世纪省吾高级中学。1998年7月省吾中学初中部停办转为上海市省吾高级中学，由于加入2017年成立的延安初中教育集团，省吾学校语、数、英课中有延安初中的老师入驻，同时延安初中也有省吾数学老师沈昊入驻。前学校中学学生陈仲信是上海戰役中最后一个遇害的中共地下党员。